# Hans Mattern
Alfred Mattern, dle jiných zdrojů Hans nebo Jan Mattern (25. března 1910, Ondřejovice – ?) byl československý hráč ledního hokeje německého původu.

## Hráčská kariéra
Hrál za hokejový klub Troppauer EV se sídlem v Opavě, v roce 1931 tým se stal mistrem německého hokejového svazu v Československu, ve stejném roce vyzval k souboji mistra českého svazu, kterým tehdy byl klub LTC Praha. Zápas byl odehrán 10. března 1931 v Praze, skončil porážkou opavského týmu 0:2, hráči opavského týmu Wolfgang Dorasil, Alfred Mattern a Wilhelm Heinz byli za svůj výkon oceněni a byli zařazeni do československého národního týmu.
V reprezentaci odehrál celkem 6 zápasů, poprvé v roce 1931, naposledy 26. února 1933.